# San Luis (Valera)
Pour les articles homonymes, voir San Luis.
San Luis est l'une des six paroisses civiles de la municipalité de Valera dans l'État de Trujillo au Venezuela. Sa capitale est San Luis.